# John Barber (Erfinder)

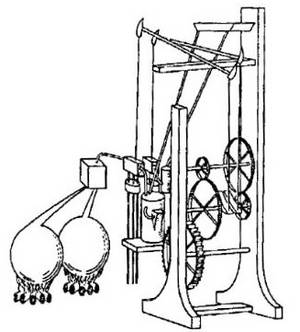
John Barbers Gasturbine

John Barber (* 22. Oktober 1734 in Greasley Castle Farm, Nottinghamshire; † 17. Juni 1793 in Attleborough, Nuneaton, Warwickshire) war ein englischer Erfinder.
Er ging in den 1760ern nach Nuneaton, um dort Kohlengruben zu leiten. Später lebte er in Attleborough. Zwischen 1766 und 1792 patentierte er mehrere Erfindungen, von denen die bemerkenswerteste 1791 die Gasturbine war. Obgleich sie nicht realisiert werden konnte, beschrieb er detailliert das Prinzip.